# Бернард Ферінга
Бе́рнард Фері́нга (1951, Баргер-Компаскюм) — нідерландський хімік-органік, відомий роботами в галузі стереохімії, органічного каталізу та молекулярних систем.
У 2016 році разом із Жаном-П'єром Соважем і Фрейзером Стоддартом був удостоєний Нобелівської премії з хімії за розробку і синтез молекулярних машин.